# Rochdale Association Football Club 2018-2019
Questa pagina raccoglie i dati riguardanti il Rochdale Association Football Club nelle competizioni ufficiali della stagione 2018-2019.

## Rosa
| N. |                             | Ruolo | Calciatore              |
| -- | --------------------------- | ----- | ----------------------- |
| 1  | Inghilterra (bandiera)      | P     | Josh Lillis             |
| 2  | Irlanda del Nord (bandiera) | D     | Ryan McLaughlin         |
| 3  | Sudafrica (bandiera)        | D     | Kgosi Ntlhe             |
| 4  | Scozia (bandiera)           | D     | Jim McNulty             |
| 5  | Irlanda (bandiera)          | D     | Ryan Delaney            |
| 6  | Inghilterra (bandiera)      | D     | Ethan Ebanks-Landell    |
| 7  | Irlanda del Nord (bandiera) | C     | Stephen Dooley          |
| 8  | Galles (bandiera)           | C     | Michael Jordan Williams |
| 9  | Inghilterra (bandiera)      | A     | Calvin Andrew           |
| 10 | Irlanda del Nord (bandiera) | C     | Callum Camps            |
| 11 | Inghilterra (bandiera)      | C     | Jordan Williams         |
| 13 | Irlanda (bandiera)          | A     | Jimmy Keohane           |
| 14 | Inghilterra (bandiera)      | C     | Oliver Rathbone         |
| 16 | Inghilterra (bandiera)      | C     | Matt Done               |
| 18 | Inghilterra (bandiera)      | A     | Aaron Wilbraham         |
| 19 | Australia (bandiera)        | C     | Brad Inman              |
| 23 | Irlanda del Nord (bandiera) | A     | Rory Holden             |

| N. |                        | Ruolo | Calciatore               |
| -- | ---------------------- | ----- | ------------------------ |
| 24 | Inghilterra (bandiera) | P     | Andy Lonergan            |
| 25 | Inghilterra (bandiera) | C     | Daniel Adshead           |
| 26 | Inghilterra (bandiera) | A     | Zach Clough              |
| 27 | Scozia (bandiera)      | C     | Ethan Hamilton           |
| 28 | Inghilterra (bandiera) | C     | Aaron Morley             |
| 30 | Inghilterra (bandiera) | A     | Rekeil Pyke              |
| 36 | Inghilterra (bandiera) | A     | Matty Gillam             |
| 39 | Inghilterra (bandiera) | D     | Joe Bunney               |
| 40 | Inghilterra (bandiera) | A     | Ian Henderson (capitano) |
| 41 | Inghilterra (bandiera) | D     | Luke Matheson            |
| 42 | Inghilterra (bandiera) | C     | Florent Hoti             |
| 44 | Inghilterra (bandiera) | D     | Juwon Hamzat             |
| 45 | Inghilterra (bandiera) | A     | Florian Yonsian          |
| 46 | Inghilterra (bandiera) | D     | Harrison Hopper          |
| 49 | Inghilterra (bandiera) | A     | Lewis Bradley            |

## Organigramma societario
Area tecnica
- Allenatore: Brian Barry-Murphy
- Allenatore in seconda:
- Preparatore dei portieri: Stephen Collis
- Preparatori atletici:

## Risultati

### League One

#### Girone di andata
| Arbitro: | Drysdale |

|           |           |                |
| Boyce 71’ | Marcatori | 10’, 22’ Inman |

| Arbitro: | Backhouse |

|                      |           |                                         |
| Henderson 17’ (rig.) | Marcatori | 25’ Cummings 34’, 90’ O'Hara 45’ Godden |

| Arbitro: | Whitestone |

|                              |           |                           |
| McNulty 29’ (aut.) Evans 56’ | Marcatori | 50’ (rig.), 90’ Henderson |

| Arbitro: | Salisbury |

|  |           |                               |
|  | Marcatori | 35’ Potts 42’, 48’, 68’ Moore |

| Arbitro: | Salisbury |

|           |           |                         |
| Camps 79’ | Marcatori | 32’ Ginnelly 77’ Ismail |

| Arbitro: | Breakspear |

|  |           |            |
|  | Marcatori | 47’ Andrew |

| Arbitro: | Joyce |

|                                  |           |                              |
| Novak 2’ Colclough 18’ Goode 54’ | Marcatori | 52’, 66’ Rathbone 83’ Gillam |

| Arbitro: | Coy |

|                        |           |  |
| Henderson 9’, 18’, 64’ | Marcatori |  |

| Arbitro: | Kettle |

|                                     |           |          |
| Maja 37’, 45’ Gooch 41’ (rig.), 66’ | Marcatori | 71’ Done |

| Arbitro: | Busby |

|              |           |                                |
| Wilbraham 4’ | Marcatori | 25’ Lowe 71’ Pitman 81’ Clarke |

| Rochdale 2 ottobre 2018, ore 19:45 WEST 11ª giornata | Rochdale | 0 – 0 referto | Bristol Rovers | Spotland Stadium (2 301 spett.)\| Arbitro: \| Donohue \| |
| Arbitro:                                             | Donohue  |               |                |                                                          |

| Arbitro: | Jones |

|                      |           |                       |
| Thompson 5’ Tilt 29’ | Marcatori | 9’ Delaney 86’ Andrew |

| Arbitro: | Oldham |

|                                |           |                                      |
| Henderson 59’ (rig.) Ntlhe 82’ | Marcatori | 20’ Crawford 50’ Butler 68’ Anderson |

| Arbitro: | Toner |

|  |           |                                  |
|  | Marcatori | 83’ (rig.), 90’ (rig.) Henderson |

| Arbitro: | Huxtable |

|                                        |           |  |
| Morris 10’ Akinfenwa 67’ Onyedinma 72’ | Marcatori |  |

| Arbitro: | Haines |

|              |           |  |
| Henderson 4’ | Marcatori |  |

| Rochdale 3 novembre 2018, ore 15:00 WET 17ª giornata | Rochdale | 0 – 0 referto | Luton Town | Spotland Stadium (3 689 spett.)\| Arbitro: \| Yates \| |
| Arbitro:                                             | Yates    |               |            |                                                        |

| Arbitro: | Swabey |

|                                         |           |                        |
| Norburn 32’ (rig.), 72’ Okenabirhie 65’ | Marcatori | 45’ Inman 58’ Williams |

| Arbitro: | Probert |

|               |           |  |
| Henderson 63’ | Marcatori |  |

| Arbitro: | Hicks |

|                                      |           |                         |
| Mackie 11’ Henry 14’ Browne 52’, 78’ | Marcatori | 30’ Henderson 69’ Camps |

| Arbitro: | Johnson |

|             |           |            |
| Barcham 70’ | Marcatori | 35’ Andrew |

| Arbitro: | Boyeson |

|           |           |                              |
| Inman 76’ | Marcatori | 73’ Grant 80’ (aut.) Perkins |

| Arbitro: | Hair |

|           |           |                        |
| White 81’ | Marcatori | 23’ Williams 87’ Camps |

#### Girone di ritorno
| Arbitro: | Bramall |

|                            |           |                |
| Rathbone 19’ Henderson 89’ | Marcatori | 35’ Nottingham |

| Arbitro: | Woolmer |

|  |           |                                                             |
|  | Marcatori | 23’ Knight-Percival 48’ McGowan 60’ (rig.) Doyle 89’ Miller |

| Arbitro: | Coy |

|                                                    |           |  |
| May 1’ Crawford 23’ Marquis 34’, 75’ Coppinger 82’ | Marcatori |  |

| Arbitro: | Duncan |

|  |           |                                 |
|  | Marcatori | 19’, 30’, 86’ Harness 78’ Boyce |

| Arbitro: | Drysdale |

|                       |           |              |
| Tomlin 23’ Cooper 84’ | Marcatori | 90’ Hamilton |

| Arbitro: | Eltringham |

|               |           |            |
| Henderson 75’ | Marcatori | 36’ Madden |

| Arbitro: | Young |

|                       |           |               |
| Moore 54’ Woodrow 75’ | Marcatori | 49’ Henderson |

| Arbitro: | Oldham |

|             |           |                                |
| Edwards 36’ | Marcatori | 4’ Ebanks-Landell 60’ Hamilton |

| Arbitro: | Marsden |

|  |           |                      |
|  | Marcatori | 68’ Hiwula-Mayifuila |

| Arbitro: | Salisbury |

|                                    |           |                                            |
| Pyke 2’ Hamilton 37’ Henderson 81’ | Marcatori | 36’, 46’, 90’ (rig.) Pigott 76’ Wordsworth |

| Arbitro: | Sarginson |

|                                                           |           |          |
| Ladapo 26’, 75’ Edwards 61’ Threlkeld 85’ Smith-Brown 90’ | Marcatori | 48’ Done |

| Arbitro: | Swabey |

|                        |           |  |
| Hylton 59’ Collins 90’ | Marcatori |  |

| Arbitro: | Brooks |

|                       |           |              |
| Ntlhe 15’ McNulty 47’ | Marcatori | 90’ Docherty |

| Rochdale 12 marzo 2019, ore 19:45 WET 37ª giornata | Rochdale  | 0 – 0 referto | Oxford Utd | Spotland Stadium (2 331 spett.)\| Arbitro: \| Backhouse \| |
| Arbitro:                                           | Backhouse |               |            |                                                            |

| Arbitro: | Ilderton |

|                              |           |            |
| Wilbraham 14’, 60’ Ntlhe 51’ | Marcatori | 16’ Hallam |

| Arbitro: | Young |

|           |           |               |
| Byrne 45’ | Marcatori | 37’ Henderson |

| Arbitro: | Boyeson |

|               |           |                       |
| Henderson 28’ | Marcatori | 56’ Wyke 89’ Honeyman |

| Arbitro: | Sarginson |

|  |           |              |
|  | Marcatori | 71’ Rathbone |

| Arbitro: | Swabey |

|                                                  |           |               |
| Hawkins 21’ Pitman 45’ (rig.) Evans 62’ Lowe 79’ | Marcatori | 54’ Wilbraham |

| Arbitro: | Haines |

|               |           |  |
| Henderson 79’ | Marcatori |  |

| Arbitro: | Hicks |

|  |           |              |
|  | Marcatori | 82’ Hamilton |

| Arbitro: | Toner |

|               |           |  |
| Henderson 53’ | Marcatori |  |

| Arbitro: | Breakspear |

|                                                   |           |  |
| Aribo 19’ Andrew 32’ (aut.) Taylor 40’ Bielik 75’ | Marcatori |  |

### FA Cup
| Arbitro: | Wright |

|                                  |           |             |
| Mellish 21’ (aut.) Henderson 23’ | Marcatori | 49’ Mellish |

| Arbitro: | Stockbridge |

|  |           |           |
|  | Marcatori | 90’ Green |

### Coppa di Lega
| Arbitro: | England |

|  |           |                   |
|  | Marcatori | 39’, 79’ Rathbone |

| Arbitro: | Toner |

|                        |           |             |
| Johnson 37’ Hugill 53’ | Marcatori | 83’ Delaney |

## Statistiche

### Statistiche di squadra
| Competizione  | Punti | In casa | In casa | In casa | In casa | In casa | In casa | In trasferta | In trasferta | In trasferta | In trasferta | In trasferta | In trasferta | Totale | Totale | Totale | Totale | Totale | Totale | DR  |
| Competizione  | Punti | G       | V       | N       | P       | Gf      | Gs      | G            | V            | N            | P            | Gf           | Gs           | G      | V      | N      | P      | Gf     | Gs     | DR  |
| ------------- | ----- | ------- | ------- | ------- | ------- | ------- | ------- | ------------ | ------------ | ------------ | ------------ | ------------ | ------------ | ------ | ------ | ------ | ------ | ------ | ------ | --- |
| League One    | 54    | 23      | 8       | 4       | 11      | 25      | 37      | 23           | 7            | 5            | 11           | 29           | 50           | 46     | 15     | 9      | 22     | 54     | 87     | -33 |
| FA Cup        | -     | 2       | 1       | 0       | 1       | 2       | 2       | 0            | 0            | 0            | 0            | 0            | 0            | 2      | 1      | 0      | 1      | 2      | 2      | 0   |
| Coppa di Lega | -     | 0       | 0       | 0       | 0       | 0       | 0       | 2            | 1            | 0            | 1            | 3            | 2            | 2      | 1      | 0      | 1      | 3      | 2      | +1  |
| Totale        | -     | 25      | 9       | 4       | 12      | 27      | 39      | 25           | 8            | 5            | 12           | 32           | 52           | 50     | 17     | 9      | 24     | 59     | 91     | -32 |

### Andamento in campionato
| Giornata  | 1 | 2  | 3  | 4  | 5  | 6  | 7  | 8  | 9  | 10 | 11 | 12 | 13 | 14 | 15 | 16 | 17 | 18 | 19 | 20 | 21 | 22 | 23 | 24 | 25 | 26 | 27 | 28 | 29 | 30 | 31 | 32 | 33 | 34 | 35 | 36 | 37 | 38 | 39 | 40 | 41 | 42 | 43 | 44 | 45 | 46 |
| --------- | - | -- | -- | -- | -- | -- | -- | -- | -- | -- | -- | -- | -- | -- | -- | -- | -- | -- | -- | -- | -- | -- | -- | -- | -- | -- | -- | -- | -- | -- | -- | -- | -- | -- | -- | -- | -- | -- | -- | -- | -- | -- | -- | -- | -- | -- |
| Luogo     | T | C  | T  | C  | C  | T  | T  | C  | T  | C  | C  | T  | C  | T  | T  | C  | C  | T  | C  | T  | T  | C  | T  | C  | C  | T  | C  | T  | C  | T  | T  | C  | C  | T  | T  | C  | C  | C  | T  | C  | T  | T  | C  | T  | C  | T  |
| Risultato | V | P  | N  | P  | P  | V  | N  | V  | P  | P  | N  | N  | P  | V  | P  | V  | N  | P  | V  | P  | N  | P  | V  | V  | P  | P  | P  | P  | N  | P  | V  | P  | P  | P  | P  | V  | N  | V  | N  | P  | V  | P  | V  | V  | V  | P  |
| Posizione | 4 | 14 | 14 | 17 | 19 | 14 | 14 | 13 | 15 | 17 | 16 | 15 | 16 | 16 | 17 | 15 | 16 | 18 | 16 | 17 | 18 | 19 | 17 | 16 | 16 | 17 | 19 | 21 | 21 | 22 | 19 | 20 | 21 | 22 | 22 | 22 | 22 | 22 | 19 | 17 | 19 | 20 | 17 | 15 | 14 | 16 |

Legenda:

Luogo: C = Casa; T = Trasferta. Risultato: V = Vittoria; N = Pareggio; P = Sconfitta.

### Statistiche dei giocatori
| Giocatore         | League One | League One | League One  | League One | FA Cup   | FA Cup | FA Cup      | FA Cup     | Coppa di Lega | Coppa di Lega | Coppa di Lega | Coppa di Lega | Totale   | Totale | Totale      | Totale     |
| Giocatore         | Presenze   | Reti       | Ammonizioni | Espulsioni | Presenze | Reti   | Ammonizioni | Espulsioni | Presenze      | Reti          | Ammonizioni   | Espulsioni    | Presenze | Reti   | Ammonizioni | Espulsioni |
| ----------------- | ---------- | ---------- | ----------- | ---------- | -------- | ------ | ----------- | ---------- | ------------- | ------------- | ------------- | ------------- | -------- | ------ | ----------- | ---------- |
| S. Collis         | -          | -          | -           | -          | -        | -      | -           | -          | -             | -             | -             | -             | -        | -      | -           | -          |
| J. Lillis         | 27         | 0          | 0           | 0          | 1        | 0      | 0           | 0          | 1             | 0             | 0             | 0             | 29       | 0      | 0           | 0          |
| B. Wade           | -          | -          | -           | -          | -        | -      | -           | -          | -             | -             | -             | -             | -        | -      | -           | -          |
| J. Bunney         | 16         | 0          | 5           | 0          | -        | -      | -           | -          | -             | -             | -             | -             | 16       | 0      | 5           | 0          |
| R. Delaney        | 30         | 1          | 3           | 0          | 2        | 0      | 1           | 0          | 2             | 1             | 0             | 0             | 34       | 2      | 4           | 0          |
| L. Matheson       | 3          | 0          | 0           | 0          | -        | -      | -           | -          | -             | -             | -             | -             | 3        | 0      | 0           | 0          |
| R. McLaughlin     | 13         | 0          | 1           | 0          | -        | -      | -           | -          | -             | -             | -             | -             | 13       | 0      | 1           | 0          |
| J. McNulty        | 25         | 1          | 4           | 0          | -        | -      | -           | -          | 1             | 0             | 1             | 0             | 26       | 1      | 5           | 0          |
| K. Ntlhe          | 19         | 3          | 1           | 0          | -        | -      | -           | -          | 2             | 0             | 0             | 0             | 21       | 3      | 1           | 0          |
| D. Adshead        | 10         | 0          | 0           | 0          | 1        | 0      | 0           | 0          | -             | -             | -             | -             | 11       | 0      | 0           | 0          |
| L. Bradley        | 1          | 0          | 0           | 0          | -        | -      | -           | -          | -             | -             | -             | -             | 1        | 0      | 0           | 0          |
| C. Camps          | 41         | 3          | 8           | 0          | 1        | 0      | 0           | 0          | 2             | 0             | 0             | 0             | 44       | 3      | 8           | 0          |
| M. Done           | 36         | 2          | 4           | 0          | 2        | 0      | 0           | 0          | 1             | 0             | 0             | 0             | 39       | 2      | 4           | 0          |
| S. Dooley         | 22         | 0          | 3           | 0          | 2        | 0      | 0           | 0          | 1             | 0             | 0             | 0             | 25       | 0      | 3           | 0          |
| E. Hamilton       | 14         | 4          | 5           | 1          | -        | -      | -           | -          | -             | -             | -             | -             | 14       | 4      | 5           | 1          |
| B. Inman          | 29         | 4          | 3           | 0          | 1        | 0      | 1           | 0          | 1             | 0             | 0             | 0             | 31       | 4      | 4           | 0          |
| A. Morley         | 3          | 0          | 0           | 0          | -        | -      | -           | -          | -             | -             | -             | -             | 3        | 0      | 0           | 0          |
| O. Rathbone       | 28         | 4          | 8           | 0          | -        | -      | -           | -          | 1             | 2             | 0             | 0             | 29       | 6      | 8           | 0          |
| J. Williams       | 19         | 2          | 2           | 0          | 2        | 0      | 0           | 0          | -             | -             | -             | -             | 21       | 2      | 2           | 0          |
| M. Williams       | 28         | 0          | 12          | 0          | 1        | 0      | 0           | 0          | 1             | 0             | 0             | 0             | 30       | 0      | 12          | 0          |
| C. Andrew         | 38         | 3          | 1           | 0          | 2        | 0      | 0           | 0          | 2             | 0             | 0             | 0             | 42       | 3      | 1           | 0          |
| I. Henderson      | 45         | 20         | 6           | 0          | 2        | 1      | 0           | 0          | 2             | 0             | 0             | 0             | 49       | 21     | 6           | 0          |
| R. Holden         | 6          | 0          | 0           | 0          | -        | -      | -           | -          | -             | -             | -             | -             | 6        | 0      | 0           | 0          |
| J. Keohane        | 8          | 0          | 1           | 0          | -        | -      | -           | -          | -             | -             | -             | -             | 8        | 0      | 1           | 0          |
| R. Pyke           | 6          | 1          | 0           | 0          | -        | -      | -           | -          | -             | -             | -             | -             | 6        | 1      | 0           | 0          |
| A. Wilbraham      | 23         | 4          | 3           | 0          | -        | -      | -           | -          | 1             | 0             | 0             | 0             | 24       | 4      | 3           | 0          |
| F. Yonsian        | -          | -          | -           | -          | -        | -      | -           | -          | -             | -             | -             | -             | -        | -      | -           | -          |
| A. Cannon         | 12         | 0          | 1           | 0          | 1        | 0      | 0           | 0          | 2             | 0             | 0             | 0             | 15       | 0      | 1           | 0          |
| Z. Clough         | 9          | 0          | 1           | 0          | 1        | 0      | 0           | 0          | -             | -             | -             | -             | 10       | 0      | 1           | 0          |
| E. Ebanks-Landell | 16         | 1          | 5           | 1          | -        | -      | -           | -          | -             | -             | -             | -             | 16       | 1      | 5           | 1          |
| M. Gillam         | 10         | 1          | 0           | 0          | -        | -      | -           | -          | 1             | 0             | 0             | 0             | 11       | 1      | 0           | 0          |
| S. Hart           | 11         | 0          | 4           | 0          | 1        | 0      | 0           | 0          | -             | -             | -             | -             | 12       | 0      | 4           | 0          |
| A. Lonergan       | 7          | 0          | 1           | 0          | -        | -      | -           | -          | -             | -             | -             | -             | 7        | 0      | 1           | 0          |
| H. McGahey        | 21         | 0          | 4           | 0          | 2        | 0      | 1           | 0          | 2             | 0             | 0             | 0             | 25       | 0      | 5           | 0          |
| B. Moore          | 8          | 0          | 0           | 0          | 1        | 0      | 0           | 0          | -             | -             | -             | -             | 9        | 0      | 0           | 0          |
| M. Norman         | 7          | 0          | 0           | 1          | -        | -      | -           | -          | 1             | 0             | 0             | 0             | 8        | 0      | 0           | 1          |
| D. Perkins        | 17         | 0          | 3           | 0          | 1        | 0      | 0           | 0          | 1             | 0             | 0             | 0             | 19       | 0      | 3           | 0          |
| J. Rafferty       | 27         | 0          | 1           | 0          | 2        | 0      | 0           | 0          | 2             | 0             | 0             | 0             | 31       | 0      | 1           | 0          |
| C. Randall        | 1          | 0          | 1           | 0          | -        | -      | -           | -          | 1             | 0             | 0             | 0             | 2        | 0      | 1           | 0          |
| J. Thompson       | 1          | 0          | 0           | 0          | -        | -      | -           | -          | -             | -             | -             | -             | 1        | 0      | 0           | 0          |